# Kramatorský rajón
Kramatorský rajón (ukrajinsky Краматорський район) je rajón v Doněcké oblasti na Ukrajině. Hlavním městem je Kramatorsk a rajón má přibližně 568 tisíc obyvatel. 

## Města v rajónu
- Družkivka
- Kosťantynivka
- Kramatorsk
- Lyman
- Mykolajivka
- Slovjansk
- Svjatohirsk